# اوگوستین اگواووئن

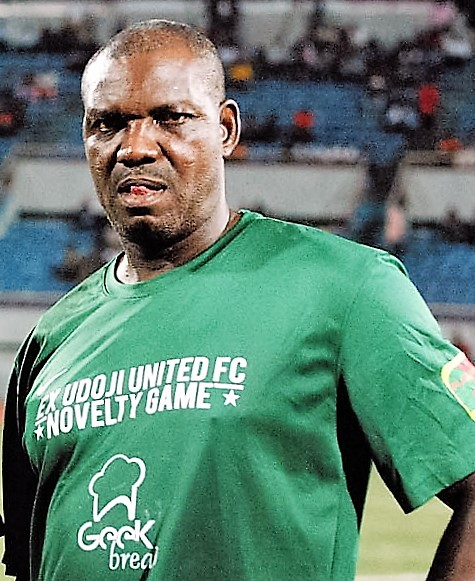
اوگوستین اگواووئن - ۲۰۱۰

اوگوستین اگواووئن (انگلیسی: Augustine Eguavoen؛ زادهٔ ۱۹ اوت ۱۹۶۵) یک بازیکن فوتبال اهل نیجریه است.
از باشگاه‌هایی که در آن بازی کرده‌است می‌توان به خنت اشاره کرد.
وی همچنین در تیم‌های ملی فوتبال نیجریه نیجر بازی کرده‌است.